# بضائع قصيرة وطويلة الأجل
في الاقتصاد، وبشكلٍ عام، يشكل الاستهلاك الشخصي للسلع والخدمات أكثر من ثلثي النشاطات الاقتصادية الأخرى. وبالنظر إلى إحصائيات الاستهلاك الشخصي بشكل دقيق، نجد أن ما يقارب 59% من الاستهلاك الشخصي يكون مرتكزاً على الخدمات، بينما 11.5% منه يعتمد على البضائع طويلة الأجل ( المعمرة أو الصلبة)، و 29% يكون من نصيب البضائع قصيرة الأجل (الخفيفة).
في هذا المقال، سوف أركز على البضائع طويلة الأجل وقصيرة الأجل، ملقيةً الضوء على العديد من النواحي المتعلقة بهما.

## البضائع طويلة الأجل
أو كما تسمى السلع الصلبة، هي السلع التي تستهلك وتستخدم لمدة طويلة من الزمن غالبا ما تتعدى ثلاث سنوات، ولا تبلى بسهولة. وتعتبر كلاً من وسائل النقل والمواصلات، والأجهزة كالثلاجات وكذلك المعدات الرياضية وأثاث المنازل أيضاً مثالاً واضحاً لهذا النوع من السلع.
ومن الجدير بالذكر هنا أن السلع طويلة الأجل تختلف في صلابتها وعمرها، فهناك البضائع التي تكون صلبة ومتينة لمدة طويلة من الزمن كالسيارات والثلاجات. وهناك من السلع الصلبة التي لاتبلى أبداً كطوب وأدوات البناء. وتقاس صلابة ومتانة سلعةُ ما من خلال المدة الزمنية الواقعة بين عمليتي شراء لنفس السلعة.

## البضائع قصيرة الأجل
أو كما تسمى السلع الخفيفة، على العكس من السلع الصلبة، هي السلع التي تستهلك في مدة زمنية قصيرة لا تتعدى سنة واحدة. ومن الأمثلة الواضحة لهذا النواع من السلع الملابس والأدوية و الأطعمة بأنواعها والورق أيضاً.
مما يميز السلع والبضائع الصلبة هو ارتفاع أسعارها عن السلع الخفيفة. بينما يميز البضائع قصيرة الأجل بأنها تستبدل بغيرها سريعاً، وتكون عمليات الشراء فيها متكررة.

## طلبات البضائع طويلة الأجل
تُعد طلبات البضائع طويلة الأجل إحدى أهم وأشهر المؤشرات الاقتصادية التي تؤثر في قوة واتجاه الاقتصاد، حيث تؤثر المؤشرات الاقتصادية بشكلٍ كبير ومباشر على اتجاهات السوق. ويُعتبر التنبؤ الدقيق باتجاهات السوق أحد أكبر عوامل زيادة الأرباح في التجارة.
تشمل تقارير طلبات البضائع طويلة الأجل تقديراً لحجم الطلب، وقيمة الشحن والتخزين حيث يتم إصدارها شهرياً وتتم متابعتها من قبل وزارة التجارة. أيضاً تشمل هذه التقارير إحصائية للطلبات الجديدة وإجمالي ما تم إلغاؤها منها، وإجمالي الأعمال والطلبات التي لم يتم إنجازها حتى صدور التقرير. ويتم إجراء هذه التقارير على النشاطات الاقتصادية الحالية وذلك من أجل إعطاء صورة مستقبلية عن الاتجاهات التجارية لهذه الصناعات. حيث يدل ارتفاع الطلب للبضائع الصلبة إشارةً واضحة على ارتفاع الحاجة والطلب والإنتاج؛ وبالتالي قوة الاقتصاد. بينما يدل انخفاض الطلب على ضعف الإنتاج والاقتصاد.
كما تساعد هذه التقارير على معرفة إجمالي الإنتاج المحلي واتجاهات التوظيف المستقبلية إضافةً إلى رأس المال الذي يتم إنفاقه. كمثالاً على ذلك، وُجد أن الأوامر الجديدة المتعلقة بالصناعات غير الدفاعية، باستثناء الطائرات، تُعتبر تعويضاً جيداً لرأس المال المنفق. كما يتضح أن السلع والطلبات التي لم يتم إنجازها من هذا النوع من الصناعات يمكن الاستفادة منها لمعرفة مدى استمرار واستدامة رأس المال.

### أثر ارتفاع معدل الطلب على السوق
نلاحظ أن التضخم والارتفاع في معدل الطلب للسلع الصلبة قد يؤثر سلباً على السوق؛ فكلما زاد التضخم والطلب أدى ذلك إلى نزول أسعار السلع والأسهم، مما قد يقود إلى تدهور الاقتصاد. وهذه الصورة توضح الأثر بشكلٍ أكبر:
نهايةً، تستخدم تقارير قياس طلب السلع الصلبة من أجل تقدير الاتجاه الاقتصادي السنوي ضمن تقارير يتم إصدارها سنوياً؛ حيث أن الآداء الاقتصادي يتم قياسه نهاية كل عام من أجل تقديم توقعات جيدة لإجمالي الإنتاج المحلي (مجموع الأموال التي تم تحصيلها من الخدمات والسلع المنتجة خلال السنة).